# کریوایا (باچکا توپولا)
کریوایا (به صربی: Krivaja) یک منطقهٔ مسکونی در صربستان است که در Bačka Topola Municipality واقع شده‌است. کریوایا ۹۸۶ نفر جمعیت دارد.